# Dupin (zviježđe)
Dupin (lat. Delphinus) jedno je od 88 modernih i 48 originalnih Ptolemejevih zviježđa. To je malo ali istaknuto zviježđe. Smješteno je između zviježđa Orla i Pegaza. Povezano je s dva različita grčka mita. Prema jednome, predstavlja dupina poslanog od  Posejdona, boga mora da uhvati Amfitritu, morsku nimfu koju je Posejdon želio za ženu. Isto tako identificira se s dupinom koji je spasio Ariona, pjesnika i muzičara od napada pljačkaša na brodu. Najsjajnije zvijezde su mu α i β Dupina, Sualocin i Rotanev. Te zvijezde nose neobična imena i kada se napišu naopako, imena sriču ime Nicolaus Venator. To je latinizirana verzija od Nicollo Cacciatore, astronoma u opservatoriju Palermo u Italiji koji ih je tako nazvao početkom 19. st.

## Poveznice
- Nova Delphini 2013